# Uszpizin
Uszpizin (hebr. uszpiz - gość, z łacińskiego hospitium, przez średniogrecki hospition) - w tradycji żydowskiego święta Sukot siedmiu gości, sprawiedliwych mężów z przeszłości zapraszanych symbolicznie każdego świątecznego dnia do kuczki. Zgodnie z tradycją każdego dnia inny z gości wchodzi do kuczki pierwszy, za nim postępują natomiast pozostali. Kolejno są to Abraham, Izaak, Jakub, Mojżesz, Aaron, Józef i Dawid. Mistyczni goście mieli obdarzać gospodarzy swym błogosławieństwem. Z wiarą w przyjście Uszpizin wiąże się tradycja zapraszania na posiłek ubogich oraz studenta jesziwy, który wieczorem prowadził uczoną dysputę o Uszpizin. Przekonanie Uszpizin jest dość późne. Ma swe źródło w Zoharze. Początkowo podzielali je kabaliści, później przejęli chasydzi a wreszcie wielu Żydów ortodoksyjnych.